# Arturo Campos (ingeniero)
Arturo Campos (1934, Laredo-5 de septiembre de 2001, Clear Lake) fue un ingeniero eléctrico estadounidense, que trabajó en la NASA en los sistemas eléctricos de los programas Apolo y transbordador espacial. Desempeñó un papel importante en el diseño de una solución a la emergencia que surgió durante la misión Apolo 13.

## Primeros años y educación
Arturo Campos nació en 1934 en una familia mexicoamericana en Laredo; su padre era mecánico. Se graduó en 1952 de Martin High School, asistió al Colegio Comunitario de Laredo y en 1956 obtuvo una licenciatura en ingeniería eléctrica de la Universidad de Texas.

## Carrera
Trabajó en la Base de la Fuerza Aérea Kelly como supervisor de mantenimiento de aeronaves antes de unirse a la NASA en septiembre de 1963. En el Centro Espacial Lyndon B. Johnson, desempeñó un papel importante en el desarrollo de los sistemas eléctricos tanto para la nave espacial Apolo como para el Transbordador Espacial. El 13 de abril de 1970, era el administrador del subsistema responsable del sistema de energía del módulo lunar cuando la misión Apolo 13 sufrió una pérdida de energía debido a la explosión de una celda de combustible. Abrió el camino en el diseño de una solución para que los tres astronautas a bordo pudieran regresar a la Tierra a salvo. Se retiró de la NASA en 1980 y se convirtió en consultor en ingeniería eléctrica en Houston.
Mientras estaba en el Centro Espacial Johnson, estableció su rama de la Liga de ciudadanos latinoamericanos unidos y en 1974 se convirtió en su primer presidente, fue miembro del Programa de Herencia Hispana de los empleados y sirvió como representante del Programa de Acción Afirmativa e Igualdad de Oportunidades de Empleo.
Se casó con Petra T. Campos, con la que tuvo tres hijas.

## Fallecimiento
Arturo Campos falleció el 5 de septiembre de 2001 en Clear Lake (Texas), a los 66 años.

## Legado
Campos compartió la Medalla Presidencial de la Libertad, que fue otorgada al personal de Control de Misión después del incidente del Apolo 13.
Se le incluyó en el Salón de la Fama de Martin High School en 2002.
Después de un concurso público, su nombre se usó para el maniquí masculino que se usaría para probar la exposición a la radiación y otros peligros en la misión lunar Artemis 1 en 2021.